# Гроссо (монета)

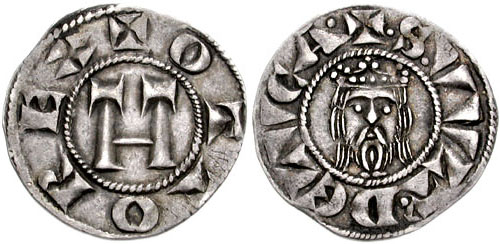
Гроссо из Лукки

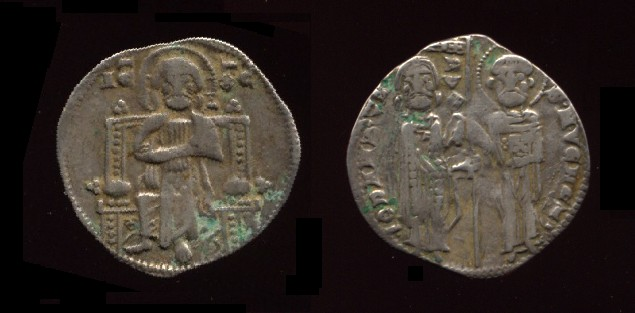
Серебряный дукат («гроссо матапан») 1280 года

Гроссо (итал. grosso) — итальянская средневековая серебряная монета. Появились в конце XII столетия в городах северной Италии под названием «лат. denarii grossi» (большие денарии), в противовес «малым», которые являлись на тот момент основной денежной единицей. Впервые отчеканены в Генуе в 1172 году весом в 1,46 г и стоимостью 4 денария. Затем их стали выпускать и в других преимущественно североитальянских городах, а именно Флоренции (с 1182 г.), Кремоне, Падуе, Милане, Пизе, Венеции (около 1200 г.), Риме, Сиене и др. Отчеканенный во время правления дожа Энрико Дандоло в 1202 году серебряный гроссо весом 2,2 г серебра 965 пробы получил название «матапан». Он соответствовал 12 денариям или 26 пикколо. Вскоре венецианский гроссо матапан стал одной из основных торговых монет Средиземноморья XIII столетия. Его внешний вид, содержащий на реверсе изображение Христа, а на аверсе дожа принимающего из рук апостола Марка знамя, стал прообразом выпущенного 80 годами позднее золотого дуката. Более того гроссо матапан получил название серебряного дуката.
Вес серебряных гроссо был относительно небольшим, затем, по мере развития торговли появлялись более полновесные денежные единицы, как амброзино, анконетано, болоньино, карлино, джильято, гроссо романино и др.
Гроссо в качестве денежной единицы просуществовали в итальянских государствах вплоть до XVIII столетия. Выпускались также производные гроссо — монеты номиналом от 1 до 8 гроссо, а также ½ (меццианино), 1⁄4 (каттрино) и 1⁄6 (сесино) гроссо.
Появившиеся в 1266 году турские гроши весом в 4,22 г 23-каратного серебра имели своим прообразом монеты города Акра, с которыми французский король Людовик IX познакомился во время седьмого крестового похода. При этом, хоть и имея большие весовые различия, по аналогии с гроссо Вероны, Флоренции, Венеции и Милана они подразделялись на 12 денье. Вскоре турские гроши и их подражания получили широкое распространение и вытеснили гроссо в международной торговле средневековой Европы.